# كلينت بيكر
كلينت بيكر (بالإنجليزية: Clint Baker)‏ هو عازف جاز أمريكي، ولد في 27 يناير 1971.